# Часовня Дьюка
Часовня Дьюка (англ. Duke Chapel, также Duke University Chapel (Часовня Дьюкского университета)) — культовое сооружение на территории кампуса Дьюкского университета, в городе Дарем, Северная Каролина, США.
Является экуменической христианской часовней, связанной с Объединенной методистской церковью.

## История
Построенная в период с 1930 по 1932 год, часовня вмещает около 1800 человек и имеет высоту 64 метра, что делает её одним из самых высоких зданий в округе Дарем. Имеет архитектурный стиль коллегиальной готики, для которого характерны большие камни, стрельчатые арки и ребристые своды. Часовня имеет карильон с 50 колоколами и четыре органа, сооружённых в 1932, 1976, 1997 и 2014 годах: два самых больших имеют 5033 трубы и 6900 труб.
Часовня расположена в центре Западного университетского кампуса, на самом высоком месте. Хотя планы по созданию часовни были в апреле 1925 года, первый камень в её основание был заложен 22 октября 1930 года. Открыта для посещения часовня была в 1932 году. Окончательно строительство и отделка завершены в 1935 году и обошлись в 2,3 миллиона. Спроектирована Джулианом Абеле — известным афроамериканским архитектором, который спроектировал большую часть западного кампуса Дьюкского университета.
С 2012 года деканом часовни является преподобный доктор Люк Пауэри (Luke A. Powery). 11 мая 2015 года часовня закрывалась на год в связи с необходимыми реставрационными работами на потолке здания. Открылась 11 мая 2016 года.
На богато украшенном входе в часовню вырезаны десять фигур, важных для методизма, протестантизма и американского Юга. На внешней арке над порталом вырезаны три фигуры, имеющие ключевое значение для американского методистского движения: епископ Фрэнсис Эсбери стоит в центре, а епископы Томас Коук и Джордж Уайтфилд стоят слева и справа от него соответственно.

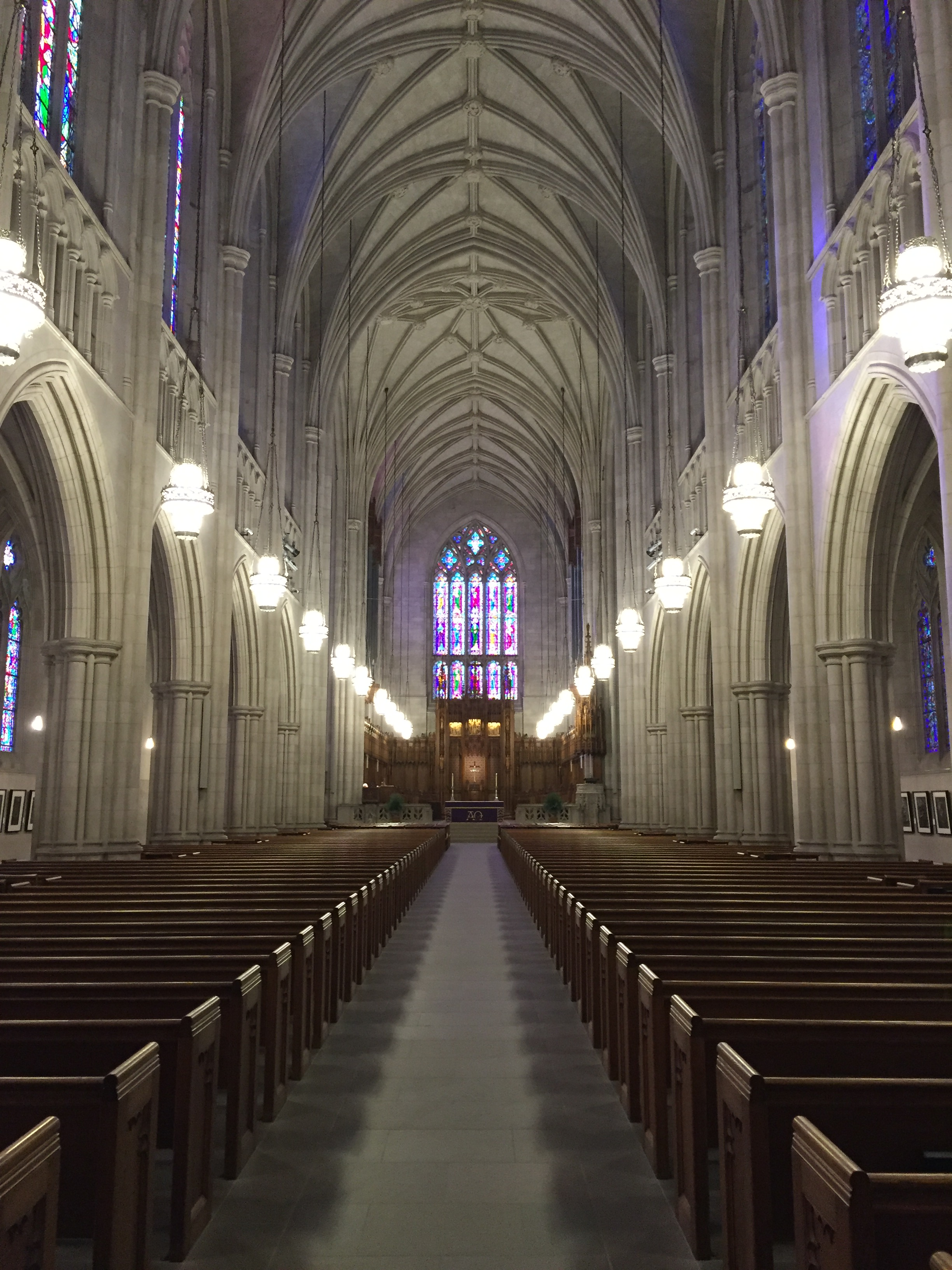
Интерьер часовни

Колокольня построена по образцу башни Bell Harry Tower Кентерберийского собора. Её высота составляет 64 метра, карильон с 50 колоколами подарен фондом Дьюка. Самый тяжелый колокол весит 11 200 фунтов, а самый легкий — 10,5 фунтов.
Часовня Дьюка, как и многие христианские церкви и соборы, имеет крестообразную форму с нефом длиной 89 метров, шириной 19 метров и высотой 22 метра. В часовне находится склеп и специальная мемориальная часовня, которая пристроена слева и предназначена для размышлений и молитв. Она отделена от остальной части часовни большими железными воротами. В склепе похоронены благотворители университета: Вашингтон Дьюк и два его сына — Джеймс и Бенджамин. Здесь же похоронены родственники семейства Дьюков, а также несколько важных людей Университета Дьюка — три его президента: Уильям Престон Фью, Джулиан Дерил Харт и Терри Сэнфорд.